# George Victor Wolfe
George Victor Wolfe (bis 1939 Georg Victor Wolf) (* 24. September 1904 in Wien, Österreich-Ungarn; † 15. Dezember 1990) war ein US-amerikanischer Politikwissenschaftler österreichischer Herkunft.

## Leben
Wolf studierte Geschichte, Staatswissenschaften und Philosophie an der Universität Wien, wo er 1928 mit dem Hauptfach Geschichte promoviert wurde. Anschließend studierte er Jura bis zum Staatsexamen (1930) und trat danach in die Wiener Rechtsanwaltskanzlei seines Vaters ein. Nach dem Anschluss Österreichs wurde ihm 1938 die Tätigkeit als Rechtsanwalt untersagt.
Wolf emigrierte im Februar 1939 mit seiner Ehefrau Alice (1905–1983) nach Großbritannien, sein Vater Emil Wolf starb im KZ Theresienstadt. Im November 1939 emigrierte das Ehepaar weiter in die USA und zog bald nach der Ankunft nach New Haven, Connecticut, und änderte den Nachnamen von Wolf in Wolfe. Die Einbürgerung erfolgte 1945. Wolfe studierte Politikwissenschaft an der Yale University und lehrte dieses Fach anschließend ebendort als Professor auf Zeit.
1947 wechselte Wolfe an das private Albertson College of Idaho in Caldwell, wo er bis zu seiner Emeritierung (1970) als Professor für Politikwissenschaft lehrte.

## Schriften
- Wolfe, George V., Schriften bei WorldCat
- George V. Wolfe: Autobiographical Sketches. Manuskript, Caldwell 1976–1979. Übersetzter Auszug  in: Albert Lichtblau (Hrsg.): Als hätten wir dazugehört. Wien : Böhlau, 1999, S. 598–606